# Etylparaben
Etylparaben, etyl-4-hydroxibensoat eller p-hydroxibensoesyraetylester (flera andra namn finns också) är en livsmedelstillsats med E-nummer E214 som används som konserveringsmedel. Dess kemiska formel är C9H10O3 alternativt HO-C6H4-CO-O-CH2CH3. Tillsatsen hindrar att olika jäst- och mögelsvampar samt vissa bakterier skapas, och framställs från ett annat konserveringsmedel, nämligen bensoesyra med E-nummer E210. Den verkar till skillnad från bensoesyran även i livsmedel som inte är sura. Det finns även naturligt i vissa växters pigment.
Tillsatsen, som används i livsmedel som godis, flytande kosttillskott och olika sorters tilltugg kan orsaka allergiska reaktioner såsom astmaanfall, hösnuva och nässelfeber, i synnerhet för personer som är allergiska mot acetylsalicylsyra. De används dock relativt sällan i mat, på grund av en emellanåt förekommande eftersmak, och används i stället mest inom kosmetik. Av hälsoskäl är tillsatsen förbjuden i livsmedel i Nya Zeeland och Australien, men är tillåten i bland annat EU och USA. Tillsammans med E-nummer E215, E216, E217, E218 och E219 ingår den i gruppen parabener. Alla dessas utförliga namn börjar med "p", vilket står för para, och framställs samtliga från bensoesyran.
Tillsatserna hade från 1973 ett av JECFA gemensamt utsatt ADI på 10 mg/kg kroppsvikt. Scientific Committee on Food (SCF) kom 1994 fram till samma slutsats. På grund av möjligheter att de reagerade på liknande sätt som E320 på råttors förmagar eftersöktes nyare undersökningar, och underströk efter frånvaro av dessa undersökningar att ADI kunde komma att sänkas. Europakommissionen sökte samtidigt få information om ämnena över huvud taget används. Tidigare utsatt ADI är dock per 2010 för denna tillsats fastställt. I köttgeléer och pastejer får den användas med 1 g/kg, i tilltugg, godis och ytbehandling av torkade köttprodukter med 0,3 g/kg och flytande kosttillskott med 2 g/kg, vilket medför en omöjlighet att uppnå ADI. I ett antal ämnen har EU förbjudit användning, såsom läsk, majonnäs, marmelad och kakor.
Etylparabens natriumsalt har e-numret E215.